# Vichada Valles
Le Vichada Valles sono una struttura geologica della superficie di Marte.